# Januari 1934
| Deze maand                                                                         |
| ---------------------------------------------------------------------------------- |
| - Van der Lubbe geëxecuteerd - Mantsjoekwo wordt een keizerrijk - Rijkseenheidswet |

De volgende gebeurtenissen speelden zich af in januari 1934. Sommige gebeurtenissen kunnen één of meer dagen te laat zijn vermeld doordat ze op de datum staan aangegeven waarop ze bekend zijn geworden in plaats van de datum waarop ze werkelijk hebben plaatsgevonden.
- 1: In Argentinië wordt na opstanden de staat van beleg afgekondigd.
- 2: Henry Morgenthau jr. volgt definitief de afgetreden William Woodin op als Amerikaans minister van Financiën.
- 2: Alle katholieke scholen in Albanië worden van staatswege gesloten.
- 2: Het staatsbestel voor Libanon wordt afgekondigd. Er zullen een president en regeringsraad worden benoemd, met versterkte macht. Er komt een eenkamerparlement met 18 gekozen en 7 benoemde leden.
- 3: Gheorghe Tătărescu vervangt Constantin Angelescu als premier van Roemenië.
- 3: Een ontploffing in een kolenmijn in Brüx kost 142 mijnwerkers het leven.
- 5: In België wordt een dreigende regeringscrisis afgewend over het weer in dienst nemen van ambtenaren die wegens hun gedrag in de Wereldoorlog waren ontslagen.
- 5: De op 1 januari in werking getreden sterilisatiewet wordt in Duitsland voor het eerst toegepast.
- 8: Twee katholieke geestelijken, pastoors Dangemaier en Sturm, worden gearresteerd en naar concentratiekamp Kuhberg gebracht omdat zij ondanks het verbod toch (antinazistisch) politiek actief zijn geweest.
- 8: Na een periode met veel bomaanslagen besluit de regering van Oostenrijk harder op te treden tegen de nationaalsocialisten.
- 8: De Chaco-oorlog tussen Bolivia en Paraguay laait weer op.
- 8: Alexandre Stavisky, een bekende Franse crimineel, komt om. Volgens de officiële lezing zou hij zichzelf doodgeschoten hebben toen de politie hem had opgespoord in Chamonix-Mont-Blanc en kwam arresteren, maar de publieke opinie vermoedt dat hij in werkelijkheid door de politie is gedood om te voorkomen dat de namen bekend worden van belangrijke politici die bij zijn zaken betrokken waren.
- 9: Het Nederlandse verzoek om strafomzetting voor Marinus van der Lubbe wordt afgewezen.
- 9: Een aanslag op de Japanse premier Saito mislukt.
- 10: Marinus van der Lubbe wordt terechtgesteld.
- 10: De Sovjet-Unie en Frankrijk sluiten een handelsverdrag.
- 11: De Deense regering stelt maatregelen ter bescherming van de openbare orde voor:
  - Verbod op militaire politieke groeperingen
  - Verscherping van de wapenwet
  - Verbod op openbare belediging van ambtenaren in functie
- 11: Zes Amerikaanse watervliegtuigen vliegen van San Francisco naar Honolulu, en vestigen daarmee een record van de langste non-stopvlucht voor watervliegtuigen (3360 km).
- 14: Europese radiozenders gaan over op nieuwe, internationaal vastgelegde golflengtes.
- 15: Per 1 februari wordt het metriek stelsel in de Chinese douane ingevoerd.
- 15: Brazilië stemt toe in het opnemen van 20.000 stateloze Assyriërs.
- 15: Drie onlangs vrijgelaten Oostenrijkse nationaalsocialisten, Frauenfeld, Schattenfroh en Leopold, worden opnieuw gearresteerd en naar concentratiekamp Wöllersdorf gebracht.
- 15: De landskerken van Beieren en Württemberg weigeren gehoorzaamheid aan de nieuwste besluiten van de rijksbisschop.
- 15: Mantsjoekwo wordt uitgeroepen tot een keizerrijk met Pu Yi als keizer.
- 15: Roosevelt doet het Congres voorstellen betreffende de monetaire politiek:
  - De gehele goudvoorraad wordt regeringseigendom
  - De uitgifte van geld wordt een regeringsmonopolie
  - De waarde van de dollar bedraagt maximaal 60% van de waarde ten tijde van de gouden standaard (het minimum was al op 50% vastgelegd)
  - Instelling van een fonds om waar nodig in de wisselkoersen in te kunnen grijpen.
- 15: Bij Corbigny verongelukt het vliegtuig Emeraude, onderweg van Indochina naar Parijs. Alle 10 inzittenden, onder wie de gouverneur-generaal van Indochina Pierre Pasquier, komen om.
- 16: Chinese regeringstroepen verslaan het opstandige Fukien nabij Fuzhou.
- 18: Een zware aardbeving treft Brits-Indië en Nepal.
- 19: Het Huis van Afgevaardigden keurt de monetaire plannen van president Roosevelt goed.
- 19: Na het aftreden van Ramón Grau San Martin wordt Carlos Hevia tot president van Cuba gekozen, maar na slechts drie dagen treedt hij alweer af ten gunste van Carlos Mendieta.
- 19: De regering van België brengt een wetsontwerp dat politieke radio-uitzendingen verbiedt.
- 20: Het rapport van de Britse commissie betreffende sterilisatie komt uit. De commissie bepleit vrijwillige sterilisatie van gehandicapten, maar verwerpt gedwongen sterilisatie.
- 20: Pu Yi aanvaardt het keizerschap van Mantsjoekwo.
- 22: In Portugal mislukt een communistische opstand.
- 23: Australië besluit tot de bouw van een munitiefabriek in Victoria.
- 24: Chinees Turkestan roept de onafhankelijkheid uit.
- 24: De nieuwe grondwet in Estland wordt van kracht.
- 25: De Nederlandse regering stelt voor de Raad van State van 40 naar 10 leden terug te brengen.
- 25: De situatie in Cuba lijkt gestabiliseerd, met Carlos Mendieta als president.
- 25: De regering-Srskic in Joegoslavië treedt af.
- 26: De nieuwe Poolse grondwet, waarin de macht van de president wordt uitgebreid, wordt door de landdag goedgekeurd.
- 26: Duitsland en Polen sluiten een niet-aanvalsverdrag. Alle geschilpunten zullen in onderling overleg worden geregeld.
- 27: Nikola Uzunovic vormt een nieuwe regering in Joegoslavië.
- 27: De Senaat aanvaardt de monetaire plannen van Roosevelt.
- 28: De Franse regering-Chautemps treedt af vanwege financiële schandalen.
- 28: De Mexicaanse staat Guerrero wordt getroffen door een aardbeving.
- 29: België en Argentinië sluiten een handelsverdrag.
- 29: Zuid-Afrika versterkt de luchtverdediging langs de kust en overweegt de invoering van de dienstplicht.
- 29: Per 1 juni zal de KLM een vaste luchtvaartdienst Amsterdam-Hull instellen.
- 29: In een toespraak op het congres van de Communistische Partij spreekt Stalin negatief over de Japanse buitenlandse en militaire politiek.
- 30: Daladier vormt een nieuw kabinet in Frankrijk.
- 30: In Duitsland wordt de Rijkseenheidswet afgekondigd: De volksvertegenwoordigingen van de landen worden opgeheven, de landsregeringen zijn ondergeschikt aan de rijksregering. De Duitse landen (deelstaten) verliezen daarmee hun laatste stukje soevereiniteit.
- 30: De Ossoviachim, een Russische stratosfeerballon, stort neer na een bemande vlucht tot minimaal 22 km hoogte.
- 31: De Verenigde Staten besluiten tot de aanbouw van 1184 nieuwe vliegtuigen.
- 31: Alle monarchistische verenigingen in Duitsland worden verboden.
- 31: Nederland en Argentinië sluiten een handelsverdrag.

En verder:
- Jeanne-Antide Thouret wordt heilig verklaard.
- Het Verenigd Koninkrijk zendt troepen en oorlogsschepen naar Hongkong.

← · januari · februari · maart · april · mei · juni · juli · augustus · september · oktober · november · december ·  →